# أباد (شركة)
أباد هو كيان قانوني عام لتنفيذ مشاريع ذات توجه اجتماعي في أذربيجان. تدعم هذه الوكالة بشكل رئيسي الشركات العائلية.    اختصار أباد يعني «دعم أسان للشركات العائلية» (بالأذرية: Ailə Biznesinə ASAN Dəstək)‏ . تم إطلاق نشاط أباد رسميًا بموجب مرسوم من رئيس جمهورية أذربيجان إلهام علييف بتاريخ 23 سبتمبر 2016.  بدأت الفكرة بالفعل من أسان.

## المراكز
أباد لديه 3 مراكز إقليمية (في مقاطعة ماساللي، بالاكان، قباء)، و 7 مراكز المبيعات (5 في باكو، 1 في قابالا و1 في شاماخي)، 2 مراكز سيراميك (في شكي ونارداران)، و 1 مدرسة أباد (في قباء). 

## ورشة عمل دولية
في 20 مايو، عقدت الندوة الدولية الأولى للخزف في باكو بمركز «أباد» للسيراميك والفنون التطبيقية. وإلى جانب أذربيجان، حضر الندوة الدولية التي استمرت أسبوعين 25 من الخزافين الدوليين من 14 دولة أجنبية. 

## روابط خارجية
- الموقع الرسمي باللغة الإنجليزية